# Hrádek u Rokycan
Hrádek (deutsch Hradek) ist eine Stadt mit 2790 Einwohnern (Stand: 1. Januar 2023) in Tschechien. Sie liegt fünf Kilometer südöstlich von Rokycany im Brdywald und gehört zum Okres Rokycany. Die Katasterfläche beträgt 605 ha.

## Geographie
Der Ort befindet sich in 440 m ü. M. im westlichen Brdywald am linken Ufer des Flüsschens Klabava. Im Norden erhebt sich der Hrádecký vrch (549 m), dahinter liegt der Žďár (629 m). Durch Hrádek führt die Eisenbahnnebenstrecke von Rokycany nach Nezvěstice.
Nachbarorte sind Pavlovsko im Nordosten, Dobřív im Osten, Hory u Mirošova im Südosten, Čtrnáctka und Mirošov im Süden, Nevid und Veselá im Südwesten, sowie Nová Huť, Kocanda und Kamenný Újezd im Nordwesten.

## Geschichte
Hrádek wurde am 7. November 1325 erstmals erwähnt und gehörte zu den Dörfern die Johann von Luxemburg seinem Kammerherrn Peter I. von Rosenberg für treue Dienst überließ.
Der Ortsteil Nová Huť entstand 1854 in der Zeit des Beginns des modernen Eisenmetallurgie in Böhmen als Hüttenstandort.
Hrádek wuchs ab dem 19. Jahrhundert zu einer Arbeitersiedlung heran, die im 20. Jahrhundert erweitert und schließlich zur Stadt erhoben wurde.

## Ortsgliederung
Zur Stadt Hrádek gehört der Ortsteil Nová Huť (Neuhütten).

## Sehenswürdigkeiten
- Kirche des Hl. Jakobus, südlich der Stadt am Fuße des Hügels Svatý Vojtěch